# Lista över vattenmagasin i Sverige
Denna inkompletta Lista över vattenmagasin i Sverige är hämtad från boken Förnybar energi av Göran Sidén. Sammanlagt kan vattenvolymer som kan generera 33,8 TWh lagras i vattenmagasinen, vilket är ungefär en fjärdedel av den årliga elenergiproduktionen.  
| Vattenmagasin | Vattendrag  | Vatteninnehåll (milj. m3) | Medelhöjd över havet | Lagringskapacitet (TWh) |
| ------------- | ----------- | ------------------------- | -------------------- | ----------------------- |
| Vänern        | Göta älv    | 9400                      | 45                   | 1,0                     |
| Akkajaure     | Lule älv    | 6000                      | 438                  | 6,4                     |
| Tjaktjajaure  | Lule älv    | 1675                      | 460                  | 1,9                     |
| Storsjön      | Indalsälven | 1250                      | 293                  | 0,9                     |
| Satisjaure    | Lule älv    | 1240                      | 448                  | 1,4                     |
| Torrön        | Indalsälven | 1180                      | 412                  | 1,2                     |
| Storuman      | Ume älv     | 1100                      | 352                  | 0,9                     |
| Trängslet     | Dalälven    | 880                       | 366                  | 0,8                     |
| Gardiken      | Ume älv     | 875                       | 385                  | 0,8                     |
| Håckren       | Indalsälven | 700                       | 480                  | 0,8                     |